# Топиар
Кустарниковая скульптура (топиар, реже топиарий) — фигурная стрижка деревьев и кустарников. Одно из старейших садово-парковых искусств. Мастера топиара могут придавать растениям различные формы, например животных, архитектурных сооружений, людей и т. п.
Английское слово «topiary» происходит от др.-греч. τόπος — место. Оно обозначает узорные или выдуманные фигуры для ландшафта. В латинском языке topiarius значило «садовник», topiaria — садоводческое искусство.
Европейский топиар берёт своё начало со времен Римской империи. В период Ренессанса в Европе стали появляться сады, в которых растения были выполнены в форме куба, шара, пирамиды, модели деревьев, формы, изображающие людей, животных и другие объекты. Топиар в то время был широко представлен в Версале. Он был также широко распространен в Голландии, и оттуда мода на него с 1660 года пришла в Англию, где получила мощное развитие. Интересные образцы топиара можно наблюдать в Гурзуфском парке.
Во многих случаях для создания садовой скульптуры используют каркас из оцинкованной проволоки или каркас из кручёной (шестиугольной) сетки.

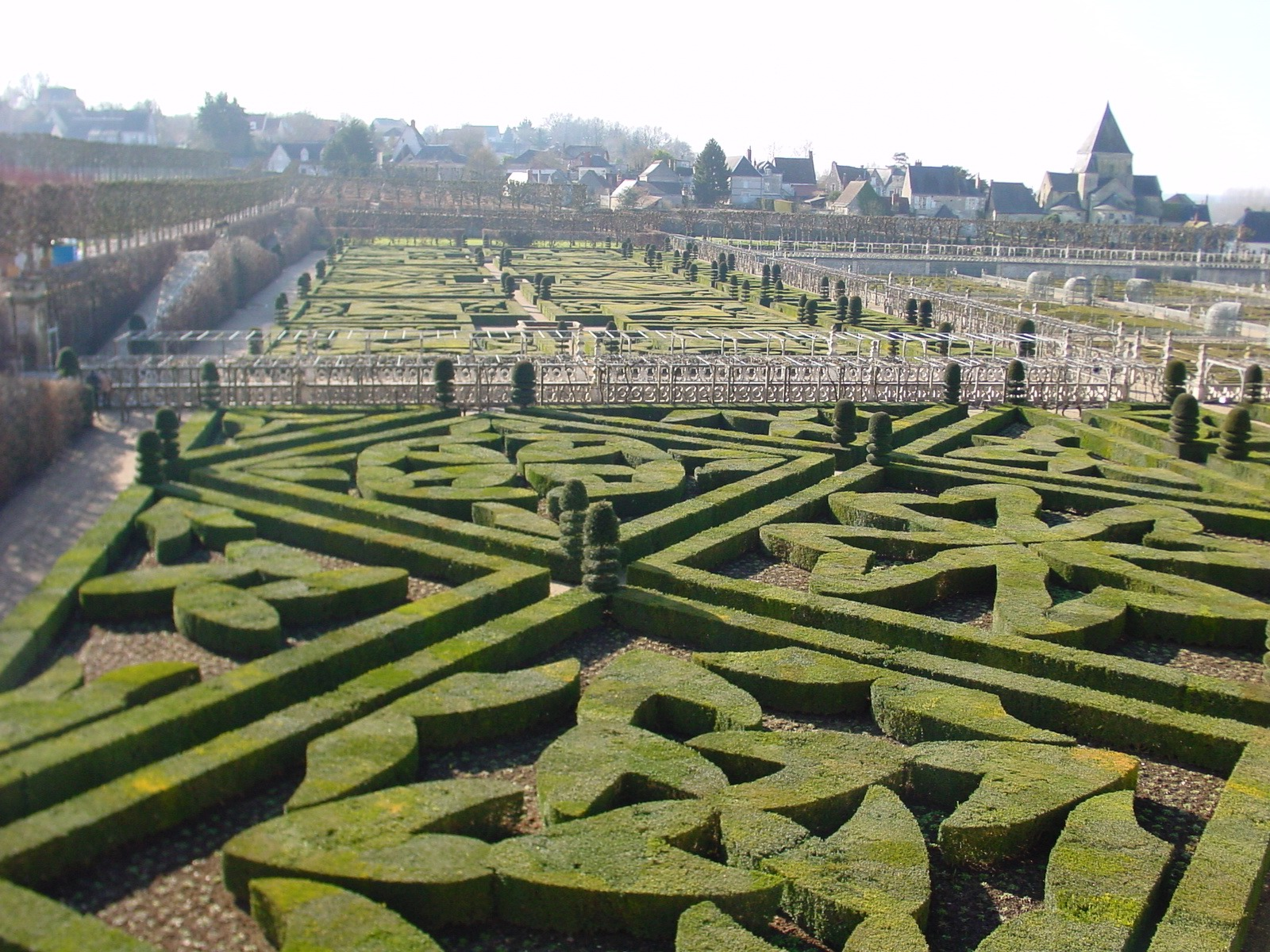
Сад замка Вилландри, Франция
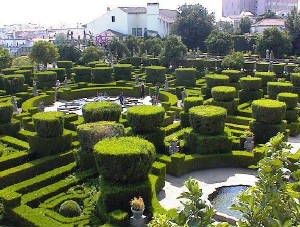
Каштелу-Бранку, Португалия
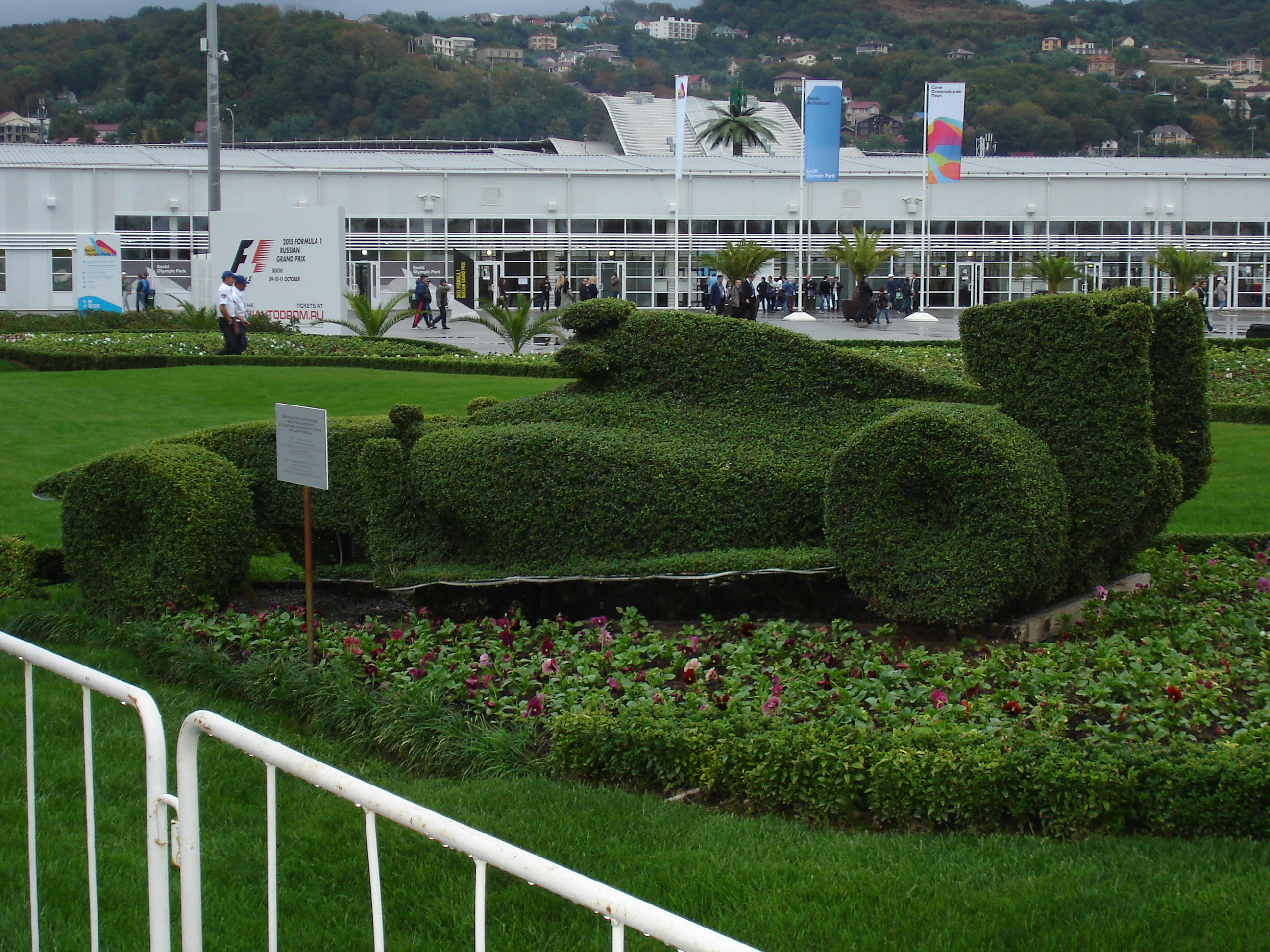
Сочи Автодром, болид Формулы-1